# Ghost in the Shell (pel·lícula de 1995)
Ghost in the Shell, coneguda al Japó com Policia Antidisturbis Blindada: Ghost in the Shell (攻殻機動隊, Kōkaku Nenōtai Gōsuto En Za Sheru) és una pel·lícula d'animació de ciència-ficció basada en el manga homònim de Masamune Shirow, filmada el 1995. Fou escrita per Kazunori Itō i dirigida per Mamoru Oshii. El doblatge en versió original en japonès apareixien Atsuko Tanaka, Akio Ōtsuka, i Iemasa Kayumi. Ghost in the Shell fou una coproducció internacional anglojaponesa produïda per Kōdansha en associació amb Bandai Visual i Manga Entertainment amb Production I.G com a estudi d'animació.
La trama de la pel·lícula segueix la cerca per part de la Secció 9 d'un misteriós hacker dit Puppet Master. Amb l'ajuda del seu equip Motoko Kusanagi persegueix i encalça el sospitós, només per a acabar veient-se involucrada en una trama d'intriga política i encobriment d'identitat. La temàtica filosòfica principal inclou els problemes d'identitat pròpia en un món avançat tecnològicament. La música, composta per Kenji Kawai, inclou llenguatge en japonès antic d'una cançó de noces alhora que fa servir sintetitzadors, la qual serveix com a peça clau i que duu al clímax de la pel·lícula.
Àmpliament considerada com una de les millors pel·lícules d'anime de tots els temps, la crítica n'elogià especialment els efectes visuals, els quals es van crear mitjançant una combinació del tradicional cel·luloide amb l'animació CGI. La pel·lícula serví d'inspiració a d'altres directors de cinema, com ara les germanes Wachowski. El 2004 Oshii dirigí la continuació, Ghost in the Shell 2: Innocence, que en realitat fou creada com a obra independent, no com una veritable seqüela. El 2008 s'estrenà una versió actualitzada de la versió original Ghost in the Shell 2.0, amb el so i l'animació 3D renovats. Scarlett Johansson protagonitzà una adaptació d'imatge real, estrenada el 31 de març de 2017.

## Trama
L'any 2029, gràcies a l'avenç de la tecnologia cibernètica, el cos humà pot ser potenciat o fins i tot substituït completament per parts cibernètiques. Paral·lelament, s'ha aconseguit desenvolupar "cibercervells", una carcassa per al cervell humà que li permet accedir a internet i a d'altres xarxes. Durant el transcurs de la pel·lícula s'esmenten habitualment els "fantasmes" (ghost en anglès), referint-se a la consciència que habita dins dels cossos (shell en anglès), artificials o no.

## Diferències amb el manga

### Guió
La pel·lícula adapta la trama més essencial de l'obra de Masamune Shirow, però adopta un to més solemne i elimina les parts més còmiques del manga, per exemple la personalitat més ruda de Motoko Kusanagi o tota l'existència dels tachikomas.

### Disseny de la protagonista
La Motoko Kusanagi de la pel·lícula té un aspecte més androgin que la del manga i les il·lustracions de Masamune Shirow.
El seu disseny no canvia únicament en un aspecte estètic, també en un aspecte dramatúrgic: el film suprimeix les escenes sexuals i torna a Motoko un personatge que no mostra mai un interès amorós o sexual amb ningú. D'igual forma tampoc té pudor a l'hora d'anar despullada davant de qualsevol.
Així doncs, aquesta Motoko sembla ser asexual.

## La ciutat a Ghost in the Shell
Ghost in the shell és ambientada a una ciutat futurista anomenada New Port City que gaudeix d'una forta presència visual al llarg de la pel·lícula. Tot i que aquesta és, suposadament, la nova capital japonesa, el seu disseny està força inspirat en la ciutat de Hong Kong, la qual, en 1995, estava a punt de tornar a ser xinesa després de 156 anys sent britànica. A més, els seus escenaris recreen específicament la ciutat emmurallada de Kowloon, una ciutat que les dues nacions van abandonar i que, per tant, es va tornar un cas insòlit de ciutat sense pàtria.